# Segona Guerra Sikh
La segona Guerra Sikh (o Anglo-sikh) fou un conflicte armat que va enfrontar a l'estat sikh de Lahore i la Companyia Britànica de les Índies Orientals entre 1848 i 1849.

## Antecedents
En acabar la primera Guerra Sikh els pobles es van omplir de soldats llicenciats de l'exèrcit sikh que només esperaven un senyal i un líder per revoltar-se.

## La guerra
L'abril de 1848 es va rebel·lar l'antic diwan Mulraj a Multan, on foren assassinats dos oficials britànics, iniciant-se ràpidament una revolta general per tot el Panjab iniciant-se la guerra.
Multan fou atacada per una força de reclutes aixecada a la zona assistida per tropes britàniques manades pel general Whish. El setge va haver de ser aixecat el setembre per la ràpida desafecció dels reclutes sikhs. Els dos sardars (nobles) rebels Chattar Singh i Sher Singh van demanar ajut a l'emir de Kabul, Dost Muhammad, que va respondre ocupant Peshawar i enviant un contingent afganès a ajudar els rebels. L'octubre de 1848 l'exèrcit britànic sota Lord Gough, va reprendre l'ofensiva i va creuar el Sutlej. Des de Ferozpore a través del Panjab i en angle a la línia de marxa sikh va trobar a Sher Singh a Ramnagar, i li va infligir una severa derrota. L'exèrcit sikh format per trenta mil homes i 60 canons es va aturar a Chilianwala, on es va lliurar una sagnant i indecisa batalla el 13 de gener de 1849. Dos o tres dies després Chattar Singh es va reunir al seu fill Sher Singh amb reforços sikhs i 1000 cavallers afganesos. Lord Gough va esperar l'arribada de la columna sota el general Whish que havia quedat lliure després de conquerir Multan el 28 de gener, i reunides les dues forces van seguir als sikhs de Chilianwala a Gujrat, on es va lliurar la darrer i decisiva batalla el 22 de febrer de 1849; els sikhs foren totalment derrotats amb pèrdua dels 60 canons. La guarnició afganesa de Peshawar fou expulsada cap a les muntanyes i el mateix emir afganès Dost Muhammad es va escapar pels de ser capturat. Les restes de l'exèrcit sikh i els sardars rebels es van rendir a Rāwalpindi el 14 de març de 1849.

## Conseqüències
Pel tractat signat a Lahore el 29 de març de 1849 el maharaja infant Dhulip Singh va cedir el seu regne als britànics que van formar la província del Panjab el 8 d'abril. Dhulip va rebre una pensió de 50.000 lliures a l'any renunciant per a si mateix i els seus successors.